# Setylaides foveatus
Setylaides foveatus är en skalbaggsart som beskrevs av Schmidt 1909. Setylaides foveatus ingår i släktet Setylaides och familjen Aphodiidae. Inga underarter finns listade i Catalogue of Life.